# جونسون فراي
جونسون فراي (بالإنجليزية: Johnson Fry) هو لاعب كرة قاعدة أمريكي، ولد في 21 نوفمبر 1901، وتوفي في 7 أبريل 1959.

## وصلات خارجية
- جونسون فراي على موقعبيزبول رفرنس.كوم (الدوري الرئيسي) (الإنجليزية)